# Alan Carr : Chatty Man
Alan Carr: Chatty Man (aussi connu sous le simple nom de Chatty Man) est une émission de talk-show humoristique présentée par le comédien Alan Carr diffusée de 2009 à 2016. L’émission, qui a été récompensée d’un prix par l’Académie Britannique des arts de la télévision et du cinéma, propose des interviews avec des célébrités, des sketches, ainsi que des discussions et de la musique.
L’émission a connu deux pilotes à la fin mai 2009. Ayant montré des audiences positives, des saisons ont alors été commandées. Le premier épisode a attiré un total de 2,15 millions de téléspectateurs. Il y a eu 16 saisons et 183 épisodes (la 11e saison comporte 18 épisodes).
En Europe continentale et en Scandinavie, Alan Carr: Chatty Man est diffusée sur BBC Entertainment une semaine après la diffusion anglaise. Les anciens épisodes sont en diffusion sur 4Music.

## Tournage
Il existe une différence dans la structure de l’émission, en comparaison avec les autres talk-shows britanniques. En effet, les invités de chaque épisode de Chatty Man tournent tous le même jour, mais rares sont les interactions à l’écran entre ceux-ci. Un invité sera présenté, interviewé, et sera généralement parti avant même que l’autre invité ne fasse son apparition. L’avantage de ce procédé est que Carr est ainsi en mesure de préenregistrer des interviews avec certains invités. Si l’un d’eux n’est pas disponible la semaine choisie, l’interview peut être préenregistrée et insérée lors du montage. Souvent, à la fin d’une saison, l’épisode final peut être un montage de trois interviews préenregistrées (tout comme des performances musicales) filmées plus tôt dans la saison, réduisant ainsi le nombre d’enregistrement par jour.

### Polémiques
Une interview de Marilyn Manson fut enregistrée au milieu de l’année 2009. Cependant, à cause de l’état d’ébriété de Manson, sa diffusion a été annulée.
En juillet 2010, une apparition de Lily Allen était annoncée pour une interview et une performance avec Professor Green, mais elle finit par annuler à la dernière minute pour des raisons médicales, tout comme Green. À cause de cette attitude, la seconde fois qu’elle annula pour passer dans Chatty Man, Carr l’a publiquement critiquée sur Internet.

## Diffusion à l’international
- Dans certains pays nordiques tels que la Suède, la Norvège, le Danemark et la Finlande, Chatty Man est diffusé sur BBC Entertainment depuis septembre 2012.
- Dans le Benelux et en Suède, Chatty Man est diffusée sur OUTTV depuis l’été 2012.
- En Europe continentale, l’émission est diffusée sur BBC Entertainment à raison d’un épisode par semaine, quelques semaines après la diffusion britannique originale.
- En Belgique, l’émission est diffuse sur Acht, aussi à raison d’un épisode par semaine et aussi quelques semaines après la diffusion britannique originale.
- En Australie, à partir d’août 2012, la saison 2012 est diffusée les jeudis sur ABC2, avec la diffusion d’autres anciens épisodes certains soirs de la semaine, et sont disponibles en replay.
- En Nouvelle-Zélande, Chatty Man est diffusé sur TV One (New Zealand).
- Au Canada, Chatty Man est diffusé OUTTV.
- En Afrique du Sud, Chatty Man est diffusé sur SABC 3 les samedis.